# Технологія збагачення марганцевих руд
Технологія збагачення марганцевих руд

## Сировинна база збагачення марганцевих руд
Загальні запаси марганцевих руд України складають 2,5 млрд т. (42,3 % світових). За якісним складом марганцеві руди України поділяються на оксидні, карбонатні та змішані. Найбільш багаті — оксидні руди (вміст марганцю 37–45 %), але запаси їх обмежені (20 % від загальної кількості). Найбільші запаси карбонатних руд, але вони гірше збагачуються та мають вміст марганцю 29–31 %. Головні рудні мінерали — псиломелан, брауніт, піролюзит, манганіт, родохрозит. Найбільший в Україні Нікопольський марганцевий басейн вміщає головним чином оксидні, а також змішані і карбонатні руди.
Родовища марганцевих руд за генезисом поділяють на осадові, вулканогенні, метаморфізовані та родовища кори вивітрювання. Марганець в рудах присутній у вигляді оксидів, карбонатів і силікатів. Основні промислові руди — оксидні, які представлені піролюзитом (63,2 %), псиломеланом (45–60 %), манганітом (62,5 %), браунітом (69 %), гаусманітом (72 %) і ін. Нерудні мінерали окисних руд представлені кварцом, глинистими мінералами, польовими шпатами, слюдами, карбонатами і ін.
Підлегле значення мають карбонатні руди, які містять родохрозит (47,8 %), манганокальцит (7–25 %) і ін., крім карбонатів марганцю в рудах міститься до 10 % окисних мінералів. Нерудні мінерали карбонатних руд представлені кварцом, глинистими мінералами, польовими шпатами, опалом, кальцитом, доломітом і ін.
Силікатні руди, як правило, містять підвищену кількість кремнезему, механічно важко збагачувані і тому використання їх утруднене.
Марганцеві руди характеризуються середнім вмістом марганцю: в окисних рудах — 22–27 %, в карбонатних — 16–19 %. Для марганцевих руд характерна присутність в їх складі шкідливої домішки — фосфору в співвідношенні Р:Mn = 0,005–0,010. Для того щоб марганець відповідав вимогам до металургійної сировини (до 95 % марганцю використовується в металургії), його збагачують за різними технологічними схемами, що включають гравітаційні, магнітні і флотаційні процеси.

## Основні методи збагачення

Рис. 1 – Схема збагачення оксидної марганцевої руди.

Схема збагачення оксидної марганцевої руди наведена на рис. 1. Вихідна руда дробиться в три стадії в двовалкових зубчатих дробарках. Окиснені марганцеві руди багатьох видів містять глинисті включення, тому однією з підготовчих операцій є промивка. Марганцеві руди промивають зазвичай в одну стадію в бичових машинах, які найбільш інтенсивно руйнують глину.
Мита марганцева руда розділяється на класи 3–22 і 0–3 мм. Крупний клас надходить на відсадку, де виділяється концентрат І сорту, промпродукт і відходи. Відходи відсадки направляються на флотацію для остаточного розділення. Зливи промивки після знешламлювання також надходять на флотацію. Промпродукт дробиться до 3 мм і разом зі знешламленим класом — 3 мм збагачується магнітною сепарацією з подальшою доводкою концентрату відсадкою.
При переробці карбонатних марганцевих руд, що містять манганокальцит і кальцієвий родохрозит, можливе використання схеми, що наведена на рис. 2.

Рис. 2 – Схема переробки карбонатної марганцевої руди.

Технологічна схема передбачає: дроблення руди залежно від крупності в дві або три стадії, промивку, грохочення, двостадійне збагачення дробленої митої руди крупністю 5–16 мм у вихрових важкосередовищних гідроциклонах з одержанням карбонатного концентрату, відсадку класу 0–3 мм з одержанням окисного концентрату, магнітну сепарацію промпродуктів відсадки і зневоднення дрібних концентратів.

## Використання
Марганець використовується в основному в чорній металургії (близько 95 % марганцю йде на розкиснення і десульфурацію сталі і чавуну і на домішки в спеціальні сталі), при виплавці різних сплавів кольорових металів, для створення антикорозійних покрить. Сполуки марганцю широко використовують при виробництві скла, оліфи і в гальванічних елементах (піролюзит), в медицині (перманганат калію), в фарбувальній справі (хлорид і сульфат марганцю).